# Paracles brittoni
Paracles brittoni là một loài bướm đêm thuộc phân họ Arctiinae, họ Erebidae.